# Гусейн Джавід
Гусейн Джавід (азерб. حسین جاوید, Hüseyn Cavid; ім'я при народженні Гусейн Абдулла огли Расізаде, 24 жовтня 1882, Нахічевань — 5 грудня 1941, село Шевченка Тайшетського району) — азербайджанський поет і драматург. Представник романтизму в Азербайджані початку XX століття. Гусейн Джавід зіграв вагому роль у формуванні азербайджанської літератури XX століття. Своїми творами, в яких знайшли відображення мотиви філософської лірики, питання гуманізму і людинолюбства, історичні драми, Гусейн Джавід відкрив нову сторінку в літературі та драматургії даної країни.

## Біографія
Гусейн Расізаде народився 24 жовтня 1882 року в місті Нахчиван, куди його сім'я переїхала з с. Шахтахти. Обидва діда Гусейн Джавід були хлебопашцами, а один з них, по материнській лінії, Мешаді Кулі, був відомий як великий любитель поезії. За словами самого Р. Джавіда його батько «в дореволюційний період займався духовну діяльністю», у тій годину як Рухулла Ахундов назвавши його «відомим муллою-плакальщиком». Крім нього, в сім'ї було ще четверо синів і троє дочок. Старший брат шейх Мохаммед Расізаде отримав духовну освіту, а пізніше вчителював; середній — Ахмед виступав в якості співака, годиною мерсиехана; молодший — Алірза був учителем, публіцистом і революціонером.
Протягом п'яти років Гусейн Расізаде навчався в моллахане, а потім за порадою просвітителя того часу Курбанали Шарифова він у 1895 році залишив моллахану і в таємниці від батька вступивши у школу Мохаммеда Таги Сідгі «Мектеби-тербие». Пізніше в листі до К. Шаріфову Р. Джавід писав: «Якщо б я ріс по програмі батька, то, хто знає, ким би я зараз був… Це ви залучили мене до школи Сідгі».
Отримавши освіту в рідному місті, Джавід їде в Тебріз і надходить у духовну школу медресе. Тут він вивчає арабська і перська мови і класичну літературу Сходу. Через рік через хворобу очей Джавід змушений кинути навчання; він повертається в Нахічевань, де наполегливо займається самоосвітою. У 1905 році Джавід їде в Туреччину і поступає на літературне відділення Стамбульського університету. У Стамбулі він знайомиться з видатними турецькими письменниками і поетами. У 1909 році Джавід повертається на батьківщину і тривалий годину викладає азербайджанський мову та історію літератури в азербайджанських школах Тифлісу, Гянджі, Нахічевані. У 1918 році Джавід переїжджає у Баку. У 1926 році Джавід лікувався в Німеччині, жив у Берліні. Враження від перебування в Західній Європі відбилися в його великій поемі «Азер», над якою поет працював у 1926—1937 рр.

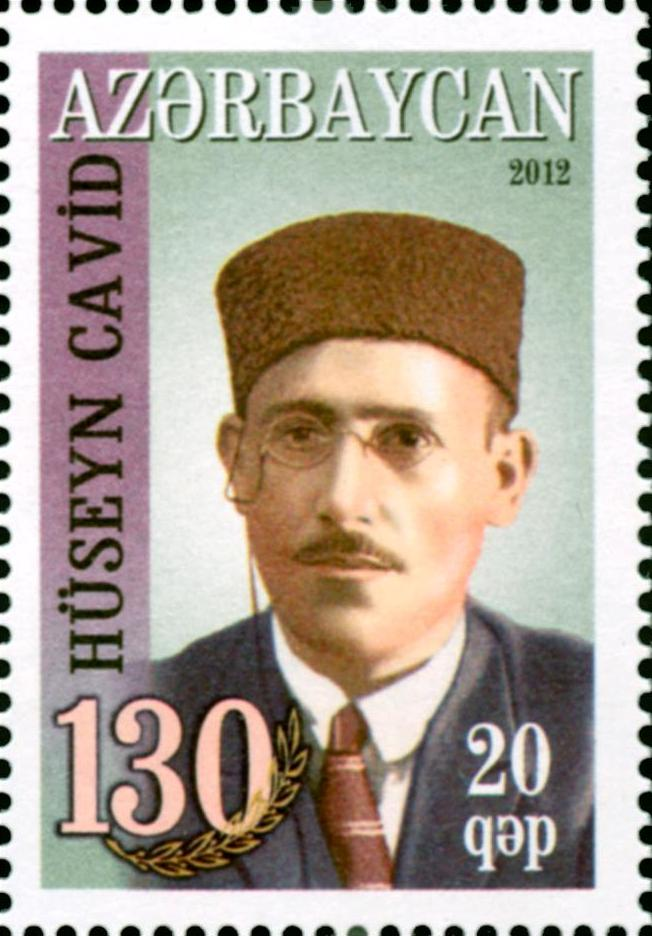
Марка Азербайджану, присвячена 130-річчю з дня народження Джавіда

### Арешт і загибель
Співає Гусейн Джавід вже в перше десятиліття своєї творчості здобув загальне визнання як видатний представник азербайджанського прогресивного романтизму XX століття. Російські вчені Ф. Д. Ашнин, В. М. Алпатов, Д. М. Насилов считают, що він і є найавторитетнішим із заарештованих у тієї годину азербайджанських письменників. Зауважимо, що газети 1920-х років писали про нього як про «самому відомому та уславленого поета Кавказу», «самому могутньому поета в Азербайджані».
В якості підстави для його арешту стала підтримка контрреволюційних зв'язків з «цілою нижчою мусаватистов, з якими веде мусаватские бесіди… Групує навколо себе к. р. національно. налаштованих молодих поетів, яких обробляє в мусаватском дусі». Співає винним себе не визнавав; на першому та іншому засіданні «трійки» рішення у його справі винести не змогли і він продовжував утримуватися в тюрмі. Навесні 1938 року, при новому керівництві НКВС Азербайджану, було складено висновок, згідно з яким Гусейн Джавід звинувачувався викритим за ст. 72 і 73 КК Азербайджанської РСР.
Особлива нарада в Москві, куди відправили справу, не стало його розглядати, а потім і зовсім — воно було повернене в Баку. При повторній перевірці справи в Баку до раніше підтвердженим звинуваченнями додалася ще ст. 68 (шпигунство). Згідно з обвинувальним висновком «встановлено, що Гусейн Джавід довгий час проживав у Туреччини, а потім до Німеччини і, за даними НКВС, Гусейн Джавід призначався для шпигунської роботи». 9 червня 1939 року поета засудили до 8 років таборів, але у вироку обвинувачення в шпигунстві відсутня. Гусейн Джавід помер у 1941 році, згідно реабілітаційному справі — Заплаге (близько Іркутську).

### Перепоховання тіла
12 жовтня 1982 року, в зв'язку з підготовкою 100-річним ювілеєм поета, Партком Нахічеванської Республіки ухвалив рішення про перепоховання тіла Джавіда в Нахічевані. 14 жовтня голова парткому Гамід Джафаров, полковник Тельман Алієв і депутат республіки Закір Алієв вилетіли в Іркутськ і 21 жовтня прибутку на кладовищі села Шевченка. Делегація знайшла місце поховання труни № 59 і була проведена ексгумація. 24 жовтня делегація разом з останками Джавіда вилетіла з Іркутська. За планом з Іркутська необхідно було вилетіти до Москви, звідти — в Єреван, а звідти — в Нахічевань. Альо за розпорядженням Гейдара Алієва, літак вилетів в Баку (оскільки в Сибір Джавід був відправлений також з Баку). 26 жовтня літак приземлився в Баку. Було навіть запропоновано поховати поета на Алеї почесного поховання. Після прощальної церемонії у палаці Ширваншахів, 1 листопада, вночі тіло Джавіда привезли в будинок, в якому він живе. Нарешті, 3 листопада Джавіда привезли в Нахічевань і перепоховали поруч з рідною домівкою під тутовым деревом. Після того, як над могилою поета був споруджений мавзолей, 13 вересня 1996 року в ньому були перепоховані тіла дружини поета Мюшкюназ (Баку) і сіна Эртогрула, а 12 вересня 2004 року в мавзолеї була похована дочка поета Туран Джавід.

## Творчість
Перший вірш Джавіда було надруковано в бакинському журналі «Фиюзат» в 1906 році. У 1913 році був видано першу збірку його віршів — «Минулі дні», видрукуваний у Тбілісі в азербайджанській друкарні. У 1917 році в Баку видається нова збірка — «Весняна роса». Вже в ранній творчості Р. Джавіда дають про собі знаті соціальні мотиви, пов'язані із суспільним перебудовою і протиріччями, положенням бідних і знедолених людей. І хоча, як зізнається співає, його «бог — краса і любов», але життя з її глибокими протиріччями і проблемами вторгається у світ його поетичних роздумів, спонукаючи думати про багато і багатьох, зокрема, про тих, хто в пошуках прожитку прирікає себе на тяжку, нелюдську працю на нафтових промислах.
Для поета-гуманіста "чорне пекло" промислів, а також божевілля вибуху світової війни, її «жахливий шум» нестерпні. Катаклізми століття, його суперечності та новини підводять Р. Джавіда до необхідності подолати абстрактно-політичні висновки та подання, ставити і вирішувати найважливіші проблеми сучасності, звертатися до минулого свого народу та інших країн, щоб на історико-легендарного матеріалі розкрити природу контрастів і протиріч століття, обіцяв бути епохою прогресу і розвитку цивілізації, альо, на жаль, виявився повним соціальних та інших криз, потрясінь і нещасть, підготованих для трудящої людини.
Р. Джавід розкрив владу темних сил і контрасти епохи в своїх драматургічних творах «Шейда» (1913), «Шейх Санан» (1914), «Диявол» (1917—1918), «Князь» (1929), «Сіявуш» (1933), «Хаям» (1935) та інших, представивши в них цілу галерею добрих, протестуючих неодинарних героїв, бунтують проти несправедливості, жорстокості, свавілля. Саме ці п'ятдесят п'єс стали важливим досягненням романтизму, його провідним жанром, зберіг на десятіліття чарівність і ідейно-естетичний світ цього напрямку, що вінік в азербайджанській літературі. При читанні в єс і трагедій Р. Джавіда, як би відкривається новий і, в тій же година, такий звичний нам по книгах Пушкіна, Лєрмонтова, Байрона, Гюго та інших класиків романтичний світ.
У п'ятому єсах Р. Джавіда також є неспокійний, наділений сильними пристрастями і занепокоєнням герой-одинак, який знаходиться у трагічному розладі з суспільством і цілим світом, представлене гостро драматичні конфлікти. Один за іншим у його творчості виникають образи, навіяні легендами стародавнього Сходу і романтичними традиціями, засвоєними поетом не тільки по книгах, але і в результаті безпосереднього спостереження дійсності, яка їх породила, під час його перебування в Туреччині, Ірані, Німеччини, Грузії, в рідному Азербайджані. Це Шейх Санан, Сіявуш, Хаям, Диявол (Ібліс). Або образи, породжені самим годиною — Шейда, Князь, інші персонажі, які взаємодіють з ними в однойменних п'ятому єсах.
Назва «Ібліс», тобто «Демон», повинно було викликати асоціацію з такими відомими образами світової літератури, як Сатана Мільтона, Мефістофель Гете, Люцифер Байрона, лермонтовський Демон… В тому, що тема Ібліса вписується в цю портретну галерею світової «демоніани», немає нічого незвичайного. Адже Р. Джавиду, як романтику, близькі і зрозумілі відчуття і настрої такого роду, і серед них мотиви розчарування, світової скорботи, космічного неблагополуччя, які були виражені в європейській романтичній поезії, що виникла з самого початку XIX століття. І навіть ті, що сплеск романтизму в Азербайджані припав на кінець XIX століття, не знизив того уваги, з яким Джавід звернувся до цих мотивів. Навпаки, саме загострилися історичні катаклізми його годині (перша світова війна, напередодні революції і т. ін.) дозволили йому на власні очі побачити в цих подіях справді трагічні втілення сатанізму, які в свій час визрівали в «експериментальних колбах» романтизму, народжуючи лише героїв мефистофелівского типу.
Вибрані твори Джавіда на азербайджанською мовою були видані в Баку в 1958 році, збірка в єс — в 1963.

## Сім'я і родичі
Сін — Эртогрул Джавід.
Серед родичів Гусейн Джавіда такі відомі особистості, як просвітитель і публіцист Алірза Расізаде, і прем'єр-міністр Азербайджану Артур Расізаде.

## Пам'ять

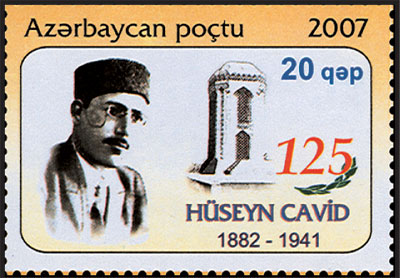
Марка Азербайджану, присвячена 125-річчю Джавіда

- Указом президента Азербайджанської Республіки Ільхама Алієва Міністерству культури і туризму разом з Міністерством освіти, Національною академією наук, Верховним меджлісу Нахічеванської Автономної Республіки і Спілкою письменників було наказано підготувати і реалізувати план заходів, присвячених 125-річному ювілею Гусейна Джавіда.[12]
- До 100-річного ювілею художника, в 1981-му році був створений будинок-музей поета (в деяких джерелах роком народження поета вказується 1881 рік). Він розміщується в будівлі Інституту рукописів, у будинку, в якому Гусейн Джавід жив з 1920 по 1937 роки. Ця будівля була побудована відомим азербайджанським нафтопромисловцем і меценатом — Гаджі Зейналабдином Тагієвим і спочатку призначався для мусульманської жіночої школи. Загальна площа музею 245 м2, всього в музеї знаходяться 4250 експонатів. У фоє музею знаходиться зображення планети, що носити ім'я поета. У музеї є окрема кімната, яка називається «Трагедія Джавіда». Тут всі предмети збережені в первозданному вигляді: письмовий стіл, листи родичам і близьким, написані поетом на засланні, і інші предмети.

## Галерея

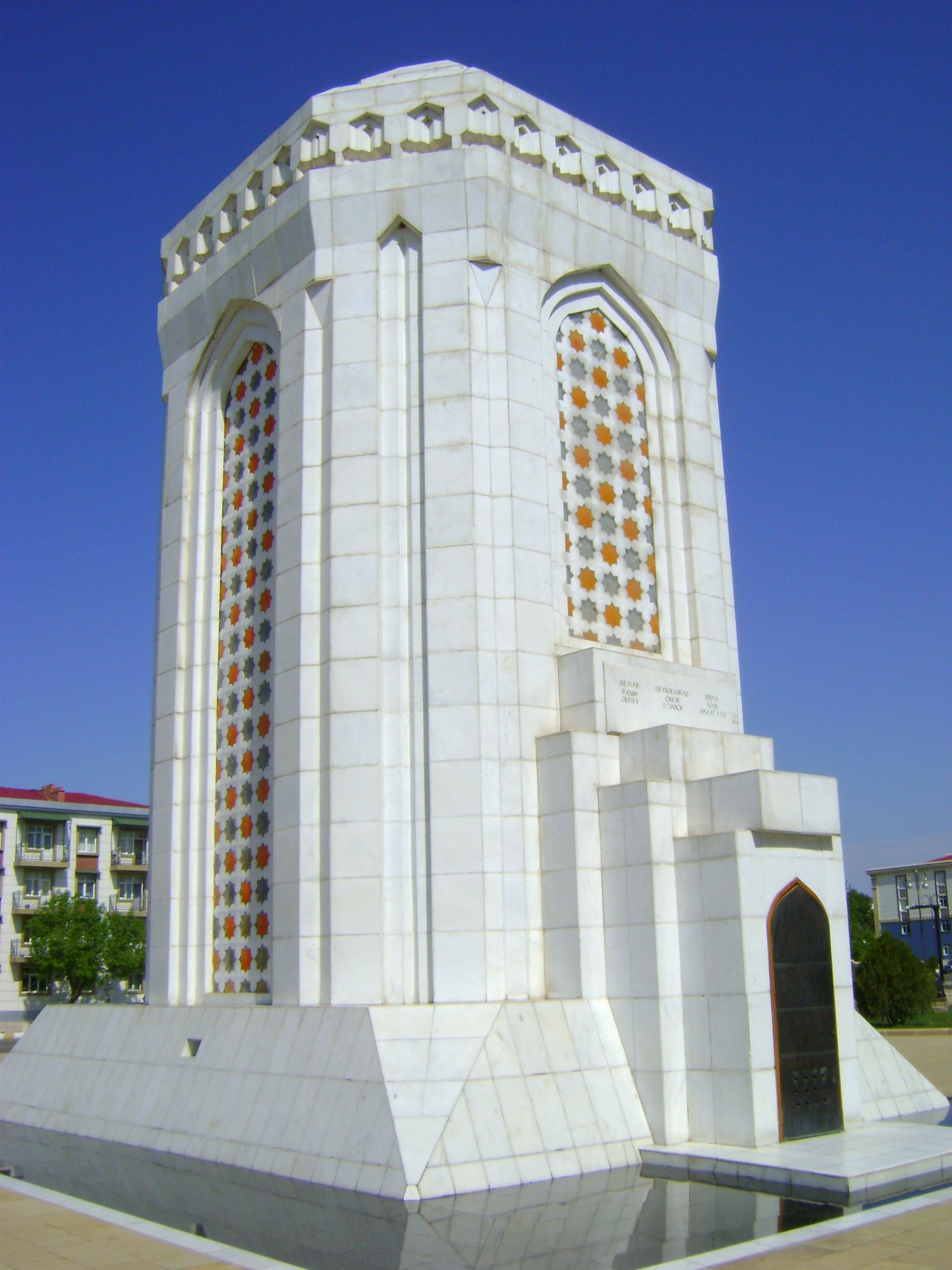
Мавзолей Джавіда в Нахічевані
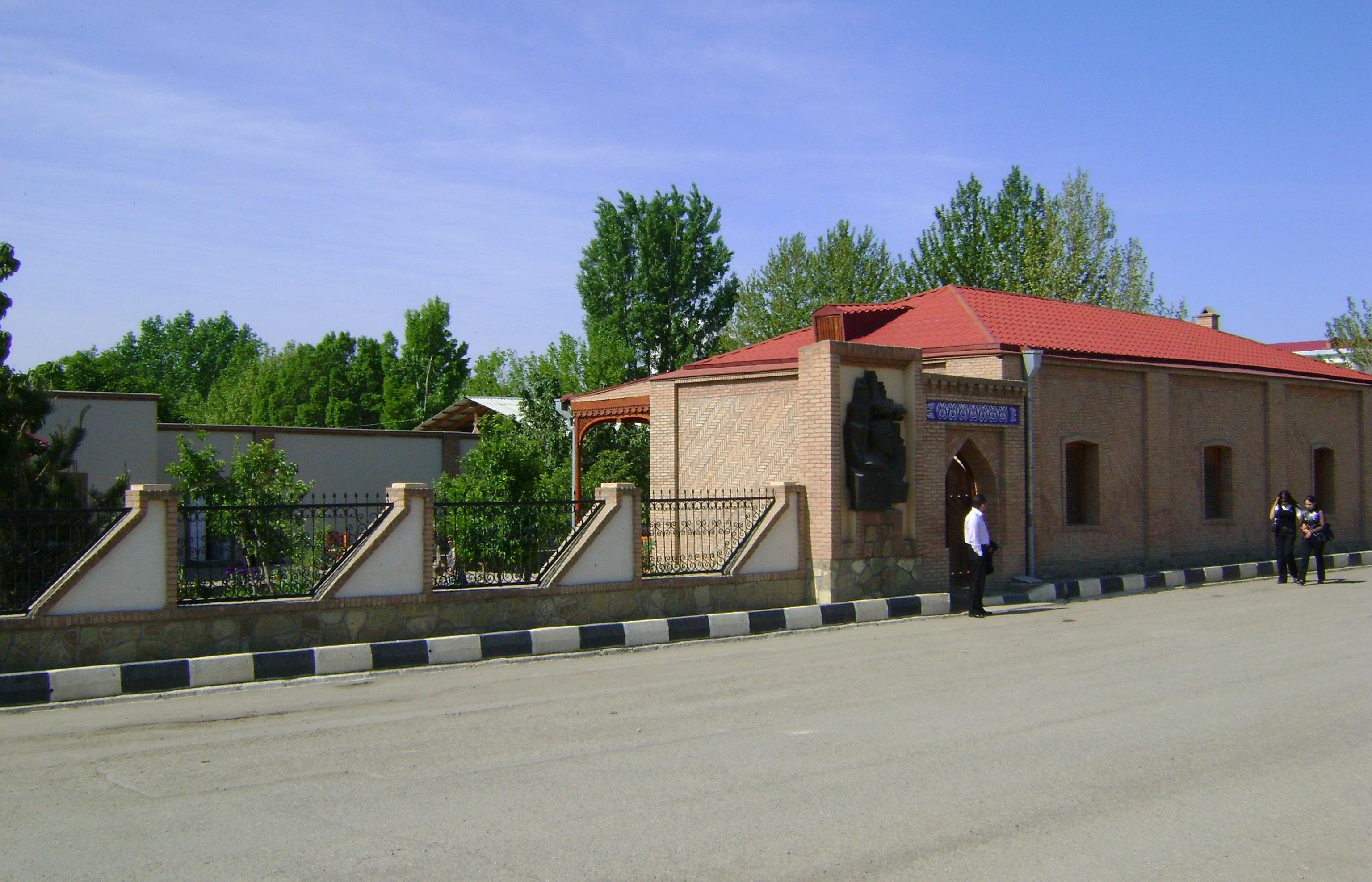
Будинок-музей Джавіда в Нахічевані